# Necronok
A Warhammer 40 000 tabletop stratégiai játékban a necronok egy titokzatos robotszerű faj, mely évmilliókig szunnyadt úgy, hogy a világegyetem fajai nem is tudtak létezésükről. És csak most, a 41. évezredben jelentek meg újra.
A necron egyike a legöregebb fajoknak, eredete még az eldák elé tehető.

## Történelem

### A Necrontyr
Túl sokat nem tudunk a Necrontyr néven ismert ősi fajról. Valószínűleg az egyik legöregebb értelmes faj a galaxisban, amely csupán néhány millió évvel a csillagok születése után már megjelent. Világuk olyan csillag körül keringett, mely kitartó, erőszakos sugárzással korbácsolta bolygójukat, drasztikusan rövid életre kárhoztatva őket. A Necrontyr eonokat töltött olyan technológiák kutatásával, melyekkel meghosszabbíthatják életüket. Kifejlesztették a Necrodermis-t, vagyis az „élőfémet”, melyből aztán hajókat építették, melyekkel elhagyhatták bolygójukat. Ezeket a hibernált necrontyrokkal teli lassú „kriptahajókat” küldték a bolygók benépesítésére. A galaxis felé való első bonyolult lépéseik közben találkozott a Necrontyr először az Öregekkel. Óriási különbség volt a két faj között. Míg a Necrontyr rövid és fájdalmas életet élt, addig az „Öregek” hihetetlenül magas kort értek meg. A Necrontyr türelmetlen faj volt, az „Öregek” végtelenül megértő és türelmes nép.
A Necrontyr egyre növekvő elkeseredettséggel és irigységgel viseltetett az „Öregek” iránt, és nemsokára egy jelentéktelen és hiábavaló háborút indítottak ellenük. Az „Öregek” erős pszi-használók voltak és mesterei a hipertéri hálóban közlekedésnek. Így sikerült a Necrontyr technológia fölébe kerekedni. Közben a Necrontyr központi csillagot tanulmányozó tudósok felfedeztek egy hihetetlenül erőteljes anomáliát, mely a csillag energiatermelésének tetemes részét mintegy elszívta. A Necrontyr tudomány teljes erőbedobással folytatta ennek az anomáliának a tanulmányozását és rájöttek, hogy egy ilyen hihetetlen erőt felhasználhatnának az „Öregek” ellen. Így fedezték fel a C’tan-okat (mely az ő nyelvükön Csillagistent jelent).
Ez csak egy a sok történet közül itt egy másik:
A Nekronok csontvázharcosok rejtélyes faja, akik évmilliókon át feküdtek nyugodtan sírjaikban. Elképzelhetetlenül ősiek, túlmutatnak az Eldákon is. Most azonban ébredeznek, mert a világ megérett számukra az aratásra.
A Nekronok története egyike az ősi árulásoknak. Évmilliárdokkal ezelőtt a Nekronok az elmúlástól való félelemben élték rövid napjaikat pusztító csillagjuk alatt. Kitágították a tudomány határait, hogy múló éltüket meghosszabbítsák- hasztalan. Azután jöttek a csillagistenek- C’tan néven ismertek- s borzalmas áron kínálták a halhatatlanságot.
A Nekrontir faj beleegyezett, és lelkük élő fémtestekbe záródott. Nem tudhatták előre, hogy a folyamat eltompítja agyukat és érzéküket- így C’tan rabszolgáivá váltak. A C’tannak szükségük volt harcos rabszolgákra a galaxis életformáinak aratásához- hiszen ezek az istenek a lelkekből lakomáznak-, és ezt a célt a Nekronok kitűnően szolgálták.
Végül több millió évvel ezelőtt a Nekronok nyugalomba vonultak, s várták az életet, ami révén visszajöhetnek. Most, a 41. évezredben találtak egy élettel teli galaxist.
Harcban a Nekronok hajthatatlan gépek, melyek gyorsan hozzák az áldozatok halálát. Erős tűzerejüket a gauss fegyverek adják, melyek képesek átrendezni az ellenség molekuláris szerkezetét. Továbbá híresek az önjavító képességükről- Visszajövünk! néven ismert különleges szabály. Ez hihetetlen erőt kölcsönöz a Nekronoknak, ami által a Warhammer 40,000 világában valamennyi faj rettegi őket.

### C’tan
A Necrontyr által készített élőfém segítségével a C’tan-ok megjelenhettek az anyagi világban. Ahogy a C’tan hatalmas ereje anyagiasult, a Necrontyr nem vendégekként fogadta őket, hanem istenként, akik a segítségükre lesznek gyűlölt ellenségeik, az „Öregek” elpusztításában. Az első C’tan, akit az élőfémbe héjba materializáltak a Nightbringer (Éjhozó), akinek első dolga a Necrontyr életerejének szívása volt. Csak hosszas alkudozás hatására sikerült a Nightbringer figyelmét az Öregek felé fordítani. Az Öregek sokkal inkább voltak kedvére valók a Halál Istenének, és megállapodott a Necrontyr-al, hogy együtt harcolnak gyűlölt ellenségeik ellen.
Nemsokára a Necrontyr megtalálta a második Csillagistent, a Csalót is. Alattomos ügyeskedéssel a Csaló örök életet ígért a Necrontyr-nak harcra tervezett élőfém testbe zárva, így biztosítva a győzelmet az Öregek felett.
A Necrontyr beleegyezett és a lelkük élőfémbe lett zárva. Az átalakulás eltorzította az elméjüket és érzékeiket. Így váltak a C’tanok harcos rabszolgáivá, hogy learassák az életet a galaxisban és lelkekkel táplálják uraikat.

### Az Enslaverek
Sok-sok évi mészárlás és az Öregek, valamint az általuk kreált kisebb fajok elpusztítása után, szinte nem maradt élet a galaxisban. A csaták okozta hipertérbe nyíló számtalan szakadás sok hatalmas hipertéri lény számára tette lehetővé, hogy átjöjjenek az anyagi világba. Ezek közül a legerősebbek az Enslaverek (magyarul Igázók) voltak, akik milliárdnyi élőlényt pusztítottak el. Jóllehet a C’tanokkal nem tudtak mit kezdeni, azonban a Istenek táplálékának ilyen méretű pusztulása arra kényszerítette az isteneket, hogy halhatatlan szolgáik által őrzött sztázisba vonuljanak. Itt 60 millió évet kellett várniuk, hogy az Enslaverek eltűnjenek, és a galaxis ismét benépesüljön.

### Ébredés
Az Enslaver ragály után több millió évvel a Necronok és uraik felébredtek, hogy visszahódítsák a galaxist, és újra learassák az életet. Halálos csendben vonulnak végig a necronok számtalan világon, hogy érvényt szerezzenek uraik akaratának és még egyszer félelmet hintsenek az élők szívébe.

### Necronok a 41. évezredben
A necronok még mindig sokkal inkább csak egy homályos fenyegetés, semmint egy kifejlett sereg. A semmiből bukkannak elő, rémületet keltenek, majd nyom nélkül eltűnnek, mielőtt nagyobb erősítések érkezhetnének. A támadások eredete és az indítékok ismeretlenek.
Bárhol támadhatnak. Egyszer a Marsra is eljutottak; észrevétlenül jutottak át a Naprendszer védelmét szolgáló flottán, és ezzel rácáfoltak Terra sérthetetlenségére. Ez az incidens szigorúan őrzött titok a Birodalmon belül. Emellett a Birodalom képtelen volt akárcsak egyetlen necront is fogságba ejteni, hogy megtudják titkukat; az egész necron sereg egyszerűen köddé vált – magukkal vitték a halottakat is.
A necronok fel nem térképezett kripta-világokról jönnek. Fázistechnológiájuk lehetővé teszi, hogy a galaxisban bárhol megjelenjenek. Amennyiben legyőzik őket, elteleportálnak, és visszatérnek a kripta-világukra javításra. Bármely csatában elesett necront megjavítanak, és mozgásképessé tesznek, ezért veszteségeik minimálisak. Ha egy necront annyira megsemmisítenek, hogy képtelen elteleportálni és javíthatatlan, akkor is annyira kevés marad belőle vissza, hogy a birodalmi és tau tudósok nem képesek vele semmit sem kezdeni.
Közvetlen támadás helyett a necronok ismeretlen mértékben beszivárogtak a Birodalom területére. Elit anti-psyker csapataik, a Pariah-k olyan mutánsok, melyek emberi géneket hordoznak, és eddig nem világos, hogy a Pariah-kat a necronok fejlesztették ki, vagy áruló birodalmiak (vagy esetleg éppen az Adeptus Mechanicus). De az biztos, hogy a C’tan helyezte a Pariah-gént az emberi génállományba. Azóta ez megjelent a Culexus-szentély ügynökeinek képében, akik specializált anti-psyker orgyilkosok.

## Necron csapatok és fegyverzet
A legtöbb necron magas, csontvázszerű figura, melyet élőfémből készítettek, amely kiváló védelmet nyújt csatában és mely magában hordozza a különleges önjavító technikát, melynek segítségével a sérült necronok gyorsan visszatérhetnek a harcba. Érdekes, hogy ez csak akkor működik, ha ez a necron egy hasonló típusú necron környezetében található.
Egy másik érdekes jelenség, hogy ha a csata vesztésre áll, akkor az egész necron serege eltűnik a csatamezőről. Még a „halott” necronok is (akik még nem javították meg önmagukat), illetve a közelharcban állók is. Pontosan emiatt nem képes az ellenség, mondjuk a Birodalom is necron tárgyakat, vagy „hullákat” szerezni tanulmányozás céljára.
Fontos hangsúlyozni, hogy a következő leírások a necronok ellenfeleitől származnak, nem maguktól a necronoktól. Eltekintve a C’tan-októl a necronok nem kommunikálnak nem-necronokkal, egyedül a Csalóként ismert C’tan-t figyelték meg eddig, amint más fajokkal kommunikált.

### Necron egységek

#### Necron Lord
A necron Lord a necron csapatok parancsnoka. Félelmetes ellenfelek a csatamezőn, akik ugyanolyan készséggel használják mind a távolsági, mind a közelharci fegyvereket. Mivel ők a vezetők a seregben, ezért gyakran fel vannak szerelve különböző speciális eszközökkel. Ezek az eszközök vagy növelik a Lord körüli csapatok hatékonyságát, például az önjavításukat segítik, vagy elteleportálhatnak kritikus helyekre; más eszközök a Lord túlélését segítik elő. Ezen felül a Lordok az egyetlenek, akik megőriztek memóriájukban valamicskét előző életük emlékeiből. A necron Destroyer Lord a necron Lord fejlesztett változata, amely a csatateret destroyer platformon (pusztító test) repüli körbe.

#### Warrior (Harcos)
A necron harcosok a necron hadsereg gerince. Rengetegen vannak, és erős tűztámogatást adnak gauss-puskáikkal. Élőfém testük lehetővé teszi komoly sérülések túlélést.

#### Pariah (Pária)
A Pariah jelképezi a necronok uralta galaxis igazi szörnyűségét. A necron technológia a pariah-gént hordozó emberi áldozatokba ültetve állítja elő (a pariah-gén egy ritka és szokatlan genetikai torzulás, mely hordozójának nem lesz lelke). Minden Pariah remek harcos, különösen mióta a halálos fázispengét hordják, de ezen felül egy természetellenes aura veszi körül őket, mely elrettentő hatással van ellenfeleikre, különösen a psykerekre. Mivel a Pariah-k részben emberek, ezért nem rendelkeznek az önjavító képességgel.

#### Immortal (Halhatatlan)
Azon necrotyrok, melyek először cserélték le testüket fémtestre, jutalmul Immortalokká váltak. Erősebb, nehéz változatai a Warrior-nak, és gauss karabély a fegyverük.

#### Flayed One (Nyúzó)
Olyan necronok, melyek megtartották tudatuk egy részét és beleőrültek időtlen rabságukba. Jó közelharcosok, karmokkal és pengékkel, melyekkel másodpercek alatt élve megnyúznak egy embert. Általában beborítják magukat a megnyúzott emberek bőrével. Ilyen állapotban szörnyű jelenség, gyakran az ellenfél emiatt támadás helyett eszét vesztve csak bámul rájuk. Gyakran alkalmazzák őket felderítő szerepben, a fő necron erők előtt lopakodva, vagy akár a földbe ásva, és minden lehetőséget megragadnak a meglepetésszerű támadásra.

#### Wraith (Lidérc)
Egyike a legjobb necron egységeknek. Nincs lábuk és testük, csak a hosszú farok, és a csatamezőn lebegnek pár milliméterrel a föld felett természetfeletti sebességgel. Félelmetes közelharci ellenfelek, és lebegés közben eltűnve majd megjelenve szellemszerű alakká válnak. Az ilyesfajta lebegés segítségével akár szilárd tárgyakon is át tudják magukat ásni, vagy akár elkerülni a sérüléseket.

#### Destroyer (Romboló)
A Destroyer egy Immortal gyors és agilis lebegő platformra szerelve. Gauss ágyúval és célzóberendezéssel ellátva képes mozgás közben tüzelni, így alkalmas gyors, rajtaütésszerű támadásokra és az ellenséges szárnyak megzavarására. Létezik a Heavy Destroyer (Nehéz Romboló) változata is, mely a sokkal erősebb nehéz gauss ágyúval van felszerelve, mely képes a legnehezebb páncélzatot is átütni.

#### Scarab (Szkarabeusz rajok)
Számtalan apró, bogárszerű robot, melyek élő szőnyegként jelennek meg a csatatéren, melyet az ellenfeleik csak Scarab Swarm-nak (Szkarabeusz raj) neveznek. Nagy számuk miatt nehéz őket megsemmisíteni, és alkalmasak a vigyázatlan ellenség megzavarására.

#### Tomb Spyder (Kriptapók)
Hatalmas, pókszerű robot, mely a kripta-komplexumok karbantartását szolgálja. Néha megjelennek a csatamezőn, ahol keményen harcolnak, és képesek a közeli necronok önjavító képességét fokozni. Ezenfelül képesek Scarabeket létrehozni és a csata sűrűjébe küldeni.

### Necron flotta
Jóllehet a necron sereg általában földi alapú, azért hallani a necron hajókról is és sokkal gyakoribbak, mint azt az ember képzelné, csak egyszerűen nem látni őket. Ez a necronok azon szörnyű képessége miatt van, amivel lehetővé teszik, hogy bárhol felbukkanjanak. Több mint két tucat felvétel van birodalmi archívumokban, melyek necron felbukkanásokról szólnak, és a necronok és más fajok közötti összecsapásokról is van jelentés.
A necron technológiához hasonlót még nem látott a galaxis, meghaladja még a magasan fejlett elda technikát is. Hajóik hihetetlenül gyorsak és mozgékonyak, olyan rendszerekkel vannak felszerelve, melyek lehetővé teszik a csillagok közti gyors utazást anélkül, hogy a Hipertérbe kellene lépniük. Ezt eddigi ismereteink szerint oly módon érik el, hogy valahogyan függetlenné teszik hajóikat a tehetetlenségtől, emiatt képesek akár azonnal és végtelenül gyorsítani. Ez megmagyarázza, miért látni a csatatérre érkező necron hajókat észrevehetően lassítani. Ez sok gyakorlati problémától és a Hipertér veszélyeitől kíméli meg őket. Minden necron hajó erősen páncélozott, el van látva önjavító rendszerrel és valamilyen lopakodó technológiát alkalmaz, mely megnehezíti az ellenfél célzóberendezéseinek használatát, ezek miatt a necron hajók félelmetes erősek. Másrészt viszont a necron fegyverek nem veszik fel a versenyt néhány birodalmi fegyverrel tűzerő tekintetében, hanem ehelyett képesek kijátszani az ellenfél védelmi berendezéseit, még akár az eldar holopajzsokat is, és elképesztő pontossággal lecsapni.
Szinte minden csatában csak nagy túlerővel sikerült legyőzni necronokat, és olyan körülmények között támadva őket, melyek az öngyilkossággal érnek fel. Szerencsére az eddigi összes necron flotta csak kisebb egység volt, amik általában otthagyták az ütközetet és eltűntek, mint földi társaik, ahelyett, hogy rendesen felvették volna a harcot. De a támadások gyakorisága nő, és egy birodalom elleni nagyobb támadás ugyanolyan valószínű, mint a többi értelmes faj támadásai. De még ezek a kisebb rajtaütések is komoly fenyegetések, mert egész flották fegyverzetét képesek kikerülni (kivéve az eldart és sötét rokonaikat), hogy gyalogos csatát provokáljanak. Ez gyakran katasztrofális veszteségekhez vezet a többi flottánál és arra kényszeríti őket, hogy gyilkos csatákat vívjanak az erősítések beérkeztéig, amikor is a necronok egyszerűen eltűnnek.

## Necrodermis
A Necrodermis az élőfém, amely a Necrontyr technológia alapját képezte. Az anyagi burok, mely a C’tan esszenciáját hordozza, ugyanabból az anyagból van, mint a necron fémtestek. A C’tan fázispenge szintén Necrodermis-t használ.

## Fordítás
- Ez a szócikk részben vagy egészben  a   Necrons című angol Wikipédia-szócikk fordításán alapul.  Az eredeti cikk szerkesztőit annak laptörténete sorolja fel. Ez a jelzés csupán a megfogalmazás eredetét és a szerzői jogokat jelzi, nem szolgál a cikkben szereplő információk forrásmegjelöléseként.